# Moyie Springs
Moyie Springs – miasto w Stanach Zjednoczonych, w stanie Idaho, w hrabstwie Boundary.